# PGC 66740
LEDA/PGC 66740 (IC 5105B) ist eine Balken-Spiralgalaxie vom Hubble-Typ SBab  im Sternbild Microscopium am Südsternhimmel. Sie ist schätzungsweise 100 Millionen Lichtjahre von der Milchstraße entfernt und hat einen Durchmesser von etwa 40.000 Lichtjahren. 

Im selben Himmelsareal befindet sich die Galaxie IC 5105.